# 镰羽贯众
镰羽贯众（学名：Cyrtomium balansae）为鳞毛蕨科贯众属下的一个种。

## 扩展阅读
- 維基物種上的相關：镰羽贯众